# Not in Chronological Order
Not in Chronological Order è il primo album in studio della cantautrice statunitense Julia Michaels, pubblicato il 30 aprile 2021.

## Tracce
1. All Your Exes – 3:29
2. Love Is Weird – 2:30
3. Pessimist – 3:18
4. Little Did I Know – 3:16
5. Orange Magic – 2:54
6. Lie Like This – 3:38
7. Wrapped Around – 2:43
8. History – 2:20
9. Undertone – 3:16
10. That's the Kind of Woman – 2:15

## Formazione
- Julia Michaels – voce (tutte le tracce), cori (5, 9, 10)
- JP Saxe – chitarra (1)
- German – programmazioni (1)
- The Monsters & Strangerz – programmazioni (1–3, 6, 9, 10), chitarra (2), tastiera (2–4, 7, 9, 10)
- John Ryan – cori, chitarra, tastiera, programmazioni (2, 3, 5, 8); batteria, sintetizzatore (5)
- David Campbell – arrangiamento archi (2, 4, 7)
- G Koop – chitarra (3)
- India Carney – cori (4)
- Mario Jose – cori (4)
- Michael Pollack – cori, tastiera (6)
- Pierre Luc – chitarra (6)
- Matt Zara – chitarra (9)
- Chris Null – chitarra (10)